# 755 (szám)
A 755 (római számmal: DCCLV) egy természetes szám, félprím, az 5 és a 151 szorzata.

## A szám a matematikában
A tízes számrendszerbeli 755-ös a kettes számrendszerben 1011110011, a nyolcas számrendszerben 1363, a tizenhatos számrendszerben 2F3 alakban írható fel.
A 755 páratlan szám, összetett szám, azon belül félprím, kanonikus alakban az 51 · 1511 szorzattal, normálalakban a 7,55 · 102 szorzattal írható fel. Négy osztója van a természetes számok halmazán, ezek növekvő sorrendben: 1, 5, 151 és 755.
A 755 négyzete 570 025, köbe 430 368 875, négyzetgyöke 27,47726, köbgyöke 9,10575, reciproka 0,0013245. A 755 egység sugarú kör kerülete 4743,80491 egység, területe 1 790 786,352 területegység; a 755 egység sugarú gömb térfogata 1 802 724 928,0 térfogategység.